# James Chester
James Grant Chester (født 23. januar 1989 i Warrington, Cheshire, England) er en engelsk/walisisk fodboldspiller der i øjeblikket spiller som central back hos Aston Villa.

## Karriere
Han er født i Warrington, Cheshire, hvor Chester han begyndte sin fodboldkarriere i hans lokale klub Winwick Athletic, hvor han som femårig allerede spillede på klubben U-9-hold. I en alder af otte år, tilsluttede han sig Manchester United, og skrev under på en lærlingekontrakt i en alder af 16 år i juli 2005. Han kom direkte ind på klubbens U-18-hold, hvor han spillede 17 kampe i 2005-06-sæsonen. Han fik også en lille smag af reserveholdet den 21. februar 2006, hvor blev udtaget, men ikke kom på banen i 4-1-udesejren over Everton. Han fortsatte på U-18-truppen i 2006–07, og han scorede sit første mål i en Manchester United-trøje den 9. december 2006, hvor han scorede åbningsmålet i et 3–1-udenederlag mod Manchester City. Han fik sin debut for reserveholdet den 15. februar 2007, hvor han hjalp med at holde Bolton Wanderers til et målløst uafgjort opgør. I slutningen af sæsonen, hjalp han holdene til både FA Youth Cup- og Manchester Senior Cup-finalen. Men holdene tabte i begge finaler, de tabte til Liverpool på straffespark i den førstnævnte og til Manchester City i den sidstnævnte.
I 2007–08 havde Chester etableret sin plads til fast mand på reserveholdet, og han lavede 24 optrædener i alle turneringer, og holdet vandt to af dem; Manchester Senior Cup og Lancashire Senior Cup, og de sluttede på en tredjeplads i Premier Reserve League North. Han gode indsatser og hans lederskab, gjorde at blev anfører for reserveholdet I 2008-09. I starten fik han tildelt et førsteholdsnummer; – 39. Efter at blive udtaget som udskifter til førsteholdets 1-0-sejr over Bolton Wanderers den 17. januar 2009, blev Chester endnu en gang valgt til at være udskifter i League Cup-semifinalens andet opgør mod Derby County. Da United første 3-0. kom Chester på banen i det 67. minut i stedet for Gary Neville. Selvom Derby scorede to mål senere, endte United med at vinde kampen 4-2, der betød at de havde vundet 4-3 i det samlede resultat, og de kvalificerede sig dermed til League Cup-fiinalen 2009.
Den 2. februar 2009 tog Chester til League One-truppen Peterborough United – som blev trænet af Alex Fergusons søn, Darren – på lån. Han spillede fem kampe for Peterborough United, før han vendte tilbage til Manchester United den 2. marts.
I den efterfølgende sæson skiftede Chester til Carlisle United på et lejeophold. Men i 2011 skiftede Chester til Hull City.